# Спасяване на евреите в България
Спасяването на евреите в България по време на Втората световна война е предотвратяването на депортацията в нацистки концлагери на евреите от довоенните граници на България. Депортациите са спрени след силна обществена реакция, в която основни действащи лица са Светия Синод на Българската православна църква, депутати, подписали писмото на подпредседателя на Народното събрание - Димитър Пешев до министър-председателя Богдан Филов, както и на синдикални лидери и обикновени граждани.
Още преди влизането на Царство България в Тристранния пакт, българският парламент приема Закона за защита на нацията, съгласно който са ограничени гражданските права на евреите. След включването на България във Втората световна война на страната на Хитлеристката коалиция (на 1 март 1941 г.) продължава приемането на антиеврейско законодателство, включително закон за еднократен данък върху имуществото на лица от еврейски произход.
През март 1943 г. българските власти извършват депортация на евреите от териториите с българско управление по време на войната. 11 343 души от еврейски произход, които не получават българско поданство (за разлика от други народности в тези територии) при попадането на тези територии под българско управление през 1941 г., са депортирани в Треблинка, където почти всички са убити (от депортираните оцеляват 12 души).
Изтичане на информация относно плановете за депортация на евреи от предвоенните територии на България води до силна реакция на българската общественост срещу депортациите, след което те са спрени. Спирането на депортациите спасява от вероятна гибел близо 50 000 евреи, жители на България отпреди влизането на страната в Тристранния пакт.
Сред най-изявените активисти за спасяване на евреите в България са депутатът Димитър Пешев, софийският митрополит Стефан I Български, пловдивският митрополит Кирил, както и лидерите на някои професионални съюзи, сред които на адвокатите и на писателите. Редица от тях впоследствие са обявени в Израел за праведници от народите на света – израелско държавно почетно звание съгласно Закона за паметта за Катастрофата (1951).

## Хронология на събитията

### Закон за защита на нацията
През октомври 1940 г. Петър Габровски, министър на вътрешните работи в правителството на Богдан Филов, обявява планирания Закон за защита на нацията. Законът е написан от Александър Белев, адвокат в Министерство на вътрешните работи и водеща фигура в крайнодясната фашистка организация „Ратник“, а по-късно и ръковидител на Комисарството по еврейските въпроси.  Обявяването на закона предизвиква протеста на редица професионални организации, политици, духовници (православни и еврейски). Някои фашистки организации и определени бизнес съсловия обаче го подкрепят. Законопроектът е внесен за обсъждане в Народното събрание през ноември същата година. След обсъждания през ноември и декември, е окончателно приет и обнародван в Държавен вестник на 23 януари 1941 г. Повече от 1/3 от разпоредбите на закона (чл. 15 – чл. 33) са насочени изрично срещу евреите.

### България се присъединява към тристранния пакт
България се присъединява към Тристранния пакт през март 1941 г., а през април същата година поема контрола (първоначално военен, а по-късно и административен) над части от Македония и югозападна Тракия, които преди войната попадат в Кралство Югославия и Гърция.
Въпреки че се администрират от България, тези територии не са анексирани и решението за окончателната им съдба се отлага за края на войната.
С разпоредба от 5 юни 1942 г. всички гръцки и югославски поданици в тези територии получават българско гражданство, с изключение на евреите, които са лишени от него по силата на българските антисемитски закони. Този отказ от гражданство по-късно ще се окаже фатален за тракийските и македонските евреи. 

### Споразумението Белев-Данекер
На 22 февруари 1943 г. Теодор Данекер, специален пратеник на Айхман, и Александър Белев, ръководител на новосформираното Комисарство по еврейските въпроси, сключват споразумение за депортацията на 20 000 евреи от България – 14 000 от администрираните от България територии в Македония и Тракия и 6000 от „старите граници“.

### Депортации от Македония и Тракия
В Македония и Тракия депортациите започват на 4 март 1943 г. Тракийските евреи са транспортирани с влакове до Лом на 18 и 19 март, където са прехвърлени на баржи за Виена. От Виена с влак са откарани в лагерите на смъртта в Катовице и Аушвиц. Македонските евреи са транспортирани в Аушвиц (на 22 и 25 март) и Треблинка (на 29 март). Общо 11 343 души са депортирани. 12 души оцеляват.
Димитър Икономов, народен представител от Дупница, става свидетел на преминаването на група депортирани през Дупница и споделя тъгата и възмущението си от видяното с Димитър Пешев, който описва срещата си с Икономов в мемоарите си. Димитър Пешев по-късно ще изиграе ключова роля в осуетяването на депортациите от „старите земи“.

### Опити за депортация на евреите от „старите граници“
Подготовката за депортацията на евреите от „старите граници“ на България започва в редица провинциални градове на 3 март 1943 г. с арести по списъци изготвени от Комисарството по еврейските въпроси. За разлика от евреите в Македония и Тракия, на много места арестуваните могат да разчитат на помощта на български приятели.
Арестите на евреи в Кюстендил започват на 7 март 1943 г. На 8 март делегация от 40 души взима решение да отиде до София за да се застъпи за съгражданите си. В крайна сметка за София отпътуват само четирима: адвокатът Иван Момчилов, пенсионираният професор Владимир Куртев, търговецът Асен Суичмезов, и местният народен представител Петър Михалев. В София те търсят среща с подпредседателя на Народното събрание Димитър Пешев, който също е от Кюстендил и вече е информиран за положението. Пешев кани четиримата да се срещнат с него в Народното събрание следобеда след пристигането им в София. Поисква среща с министър-председателя Богдан Филов и получава отказ, но - заедно с делегация от седем други народни представителя - е приет от вътрешния министър Габровски. Първоначално Габровски отрича да има информация за арестите, но по настояване на посетителите си в крайна сметка дава телефонно разпореждане арестите да бъдат спрени, а вече арестуваните - освободени.
Събитията се развиват по подобен начин и в други градове из страната, с променлив успех. Пловдивския митрополит Кирил, бъдещ патриарх, изпраща протестна телеграма до цар Борис III, застъпва се за пловдивските евреи пред местните власти и предлага дома си за убежище на евреи. В София много общественици се застъпват пред приятели и роднини в правителствените кръгове. На 24 май 1943 г. в столицата е проведена голяма публична демонстрация в защита и подкрепа на българските евреи. 

#### Протестно писмо на Димитър Пешев
В следващите дни Пешев решава да се възползва от първоначалния успех в осуетяване на правителствените планове за депортация и написва протестно писмо, което изпраща на председателя на Народното събрание Христо Калфов с подписите на 43-ма депутати. В писмото Пешев заклеймява замислените антиеврейски действия и пише: Ние не можем да допуснем, че се е възнамерявало изпращането на тези хора вън от България <...> Такава мерка е недопустима не само защото тези хора, не лишени от българското си поданство, не може да бъдат изгонвани вън от България, но и защото това би било една пакостна и с тежки политически последици за страната мерка. Тя би лепнала на челото на България незаслужено едно петно, което не само ще ѝ тежи морално, но и политически ще обезсилва всички нейни аргументи <...> . Писмото е подписано от следните депутати:
- Георги Желязков Свинаров
- Спас Маринов Поповски
- Александър Гатев Кръстев
- Тодор Павлов Кожухаров
- Петър Георгиев Михалев
- Игнат Илиев Хайдутов
- Марин Иванов Тютюнджиев
- Симеон Киров Халачев
- Георги Петров Кендеров
- д-р Никола Петров Николаев
- Стефан х. Васил. Караиванов
- Сирко Станчев Петков
- Дончо Димов Узунов
- д-р Иван Коцев Йотов
- Данаил Жечев Кънев
- д-р Петър Иванов Кьосеиванов
- Андро Христов Лулчев
- Георги Миков Нинов
- проф. Александър Цалов Цанков
- Никола Иванов Василев
- Васил Христов Велчев
- д-р Никола Иванов Дуров
- Димитър Йосифов Пешев
- Димитър Николов Икономов
- Иван Димитров Минков
- Илия Димитров Славков
- Георги поп Стефанов Проданов
- Стефан Стоянов Стателов
- Иван Василев Петров
- Георги Тодоров Кръстев
- Александър Симов Гигов
- Таско Стойчев Стоилков
- Филип Димитров Махмудиев
- Димитър Атанасов Арнаудов
- Киро Костадинов Арнаудов
- Петър Марков х. Петров
- д-р Иван Киров Вазов
- д-р Георги Рафаилов Попов
- д-р Иван Бешков Дунов
- Никола Иванов Градев
- Руси Иванов Маринов
- Христо Стоянов Таукчиев
- Панайот Тодоров Станков

На следващото партийно събрание Филов – целейки да уязви Пешев лично – изисква депутатите от неговата партия, които са подкрепили писмото на Пешев, да оттеглят подкрепата си. 30 души отказват да го направят. Филов също поисква вот на недоверие спрямо Пешев и го отстранява от длъжността подпредседател на Народното събрание.
Така първоначалния опит за депортация на евреите от границите на България е осуетен. Данекер и Белев не се отказват от идеята за депортация на цялата българска еврейска общност, а Айхман продължава да настоява на важността на депортацията. Опитите за възобновяване на депортациите не дават резултат до края на войната.

#### Цар Борис III
Цар Борис ІІІ се застъпва за българските евреи и пред Германското ръководство заявява, че евреите му трябват да работят на обществени строежи и затова не може да ги депортира. Външният министър на Германия Рибентроп подлага на силен натиск царя, но Борис ІІІ е непреклонен в защитата си на евреите. В среща с Хитлер и Рибентроп в март 1943 година цар Борис успява да ги убеди, че условията в България са различни и че не трябва да се взимат същите мерки срещу евреите, както в Германия. Рибентроп осведомява германския пълномощен министър в София Адолф Бекерле за становището на Борис с директива № 422 от 4 април 1943 година. От телеграмата на Рибентроп става ясно, че цар Борис се застъпва за евреите от старите предели на държавата с прагматични аргументи. Царят нарежда евреите да бъдат включени в работни групи за строежи на пътища, за да може по този начин да се избегне депортацията им в Полша. Цар Борис ІІІ издава заповед на вътрешния министър Петър Габровски, с която планираната депортация на евреите е спряна.

## Последствия и признание

### Народния съд
Народният съд организиран след преврата от 9 септември 1944 г. осъжда 39 от 43-мата депутати, които подкрепят протестното писмо на Пешев срещу депортацията. От 39-имата, 20 са осъдени на смърт, 6 на доживотен затвор, 8 (включително Пешев) на 15 години затвор, 4-ма на 5 години затвор, един на 1 година затвор. Оправданите са трима, а един умира докато чака присъдата си.
Сред екзекутираните са Димитър Икономов, депутат от Дупница и един от първите, които вдигат тревога при началото на депортациите на евреите от Тракия и Македония, и Иван Петров, депутат водил яростни битки в Народното събрание срещу Закона за защита на нацията. Петър Михалев, депутат от Кюстендил и един от тримата членове на кюстендилската делегация, която на 8 март 1943 г.заминава за София, за да се застъпи за местната еврейска общност, получава доживотна присъда.

### Признание от Яд Вашем
„Яд Вашем“, официалният израелски мемориал на Холокоста, присъжда почетната титла „праведник от народите на света“ на хора не от еврейска националност, които са рискували живота си по време на Холокоста, за да спасят евреи. Към април 2016 г. тази титла е присъдена на 20 души от България. Броят на присъдените титли не е непременно индикация за действителния брой спасители в дадената държава, а отразява тези случаи, които са били доведени до знанието на „Яд Вашем“.